# Bahnstrecke Ungerhausen–Ottobeuren
| |                         |                                      |                                      |
| Streckennummer (DB): | 5412                    |                                      |                                      |
| Kursbuchstrecke (DB): | 405e (1963) 404k (1946) |                                      |                                      |
| Streckenlänge: | 10,776 km               |                                      |                                      |
| Spurweite: | 1435 mm (Normalspur)    |                                      |                                      |
| Maximale Neigung: | 16,67 ‰                 |                                      |                                      |
| Minimaler Radius: | 240 m                   |                                      |                                      |
| |                         |                                      |                                      |
| \| \| \| von Memmingen \| \| \| \| 0,000 \| Ungerhausen \| 615 m \| \| \| \| Anschluss Fliegerhorst Memmingerberg \| \| \| \| \| nach Buchloe \| \| \| \| 2,090 \| Westerheim \| 608,2 m \| \| \| \| Anschluss Landhandel \| \| \| \| 6,820 \| Hawangen \| 627,3 m \| \| \| 9,00 \| Schinderbächlein \| Schinderbächlein \| \| \| 9,90 \| Westliche Günz \| Westliche Günz \| \| \| 10,717 \| Ottobeuren \| 653,6 m \| \| \| 10,776 \| Streckenende \| Streckenende \| \| \| \| \| \| \| Quellen: [1] \| \| \| \| |                         |                                      |                                      |
| Strecke |                         | von Memmingen                        | von Memmingen                        |
| Dienststation / Betriebs- oder Güterbahnhof | 0,000                   | Ungerhausen                          | 615 m                                |
| Abzweig geradeaus und ehemals nach rechts |                         | Anschluss Fliegerhorst Memmingerberg | Anschluss Fliegerhorst Memmingerberg |
| Abzweig ehemals geradeaus und nach links |                         | nach Buchloe                         | nach Buchloe                         |
| Bahnhof (Strecke außer Betrieb) | 2,090                   | Westerheim                           | 608,2 m                              |
| Abzweig geradeaus und nach links (Strecke außer Betrieb) |                         | Anschluss Landhandel                 | Anschluss Landhandel                 |
| Bahnhof (Strecke außer Betrieb) | 6,820                   | Hawangen                             | 627,3 m                              |
| Brücke über Wasserlauf (Strecke außer Betrieb) | 9,00                    | Schinderbächlein                     | Schinderbächlein                     |
| Brücke über Wasserlauf (Strecke außer Betrieb) | 9,90                    | Westliche Günz                       | Westliche Günz                       |
| Bahnhof (Strecke außer Betrieb) | 10,717                  | Ottobeuren                           | 653,6 m                              |
| | 10,776                  | Streckenende                         | Streckenende                         |
| |                         |                                      |                                      |
| Quellen: |                         |                                      |                                      |

Die Bahnstrecke Ungerhausen–Ottobeuren, nach der Westlichen Günz auch Günztalbahn genannt, war eine Nebenbahn in Bayern. Sie verband Ungerhausen, wo sie von der Bahnstrecke Buchloe–Memmingen abzweigte, mit Ottobeuren. Die 10,776 Kilometer lange Strecke wurde im Jahr 1900 eröffnet und bis 1972 im Personenverkehr bzw. bis 1996 im Güterverkehr bedient. Heute verläuft auf großen Teilen der Trasse der Günztal-Radweg.

## Geschichte

### Vorgeschichte
Die Gemeinde Ottobeuren strebte seit Mitte des 19. Jahrhunderts den Anschluss an das Schienennetz an. Während des Baus des Abschnitts Kaufbeuren–Kempten der Ludwig-Süd-Nord-Bahn bemühte man sich in einem ersten Versuch erfolglos um eine Bahnstrecke von Memmingen über Ottobeuren und Obergünzburg nach Günzach, wo man die Bahnstrecke Buchloe–Lindau erreicht hätte.
Etwa ein Jahrzehnt später, bei der Projektierung der als Illertalbahn bezeichneten Bahnstrecke Kempten (Allgäu)–Neu-Ulm, versuchte man Einfluss auf die Trassierung zu nehmen. Zusammen mit anderen Gemeinden wurden ab März 1858 mehrere Gesuche an die bayerische Regierung gerichtet, die neue Strecke über Ottobeuren zu führen. Der Plan scheiterte an den Geländeverhältnissen, da man bereits bei Dietmannsried das Illertal hätte verlassen müssen, aber auch daran, dass nicht zuletzt wegen der Illerflößerei die traditionellen Handelsbeziehungen entlang des Illertals Richtung Ulm verliefen, aber nicht so sehr Richtung Augsburg. Die Illertalbahn wurde im südlichen Abschnitt am 1. Juni 1863 eröffnet, wobei die Streckenführung im Illertal über Grönenbach und Woringen gewählt wurde.
Ein weiteres Jahrzehnt später, während der Planung der Bahnstrecke Buchloe–Memmingen, versuchte die Gemeinde Ottobeuren im Januar 1871 erfolglos, anstelle der beiden Bahnhöfe in Sontheim und Ungerhausen nur eine einzige Station in Westerheim errichten zu lassen. Bei der Ablehnung des Gesuchs aus Gründen der Wirtschaftlichkeit wurden stattdessen bessere Straßenverbindungen zu den neuen Bahnhöfen in Aussicht gestellt. Der öffentliche Betrieb dieser Hauptbahn begann am 1. Mai 1874.
Nachdem mit Fertigstellung dieser Verbindung der Bau von Hauptbahnen in der Region erkennbar abgeschlossen war, fand man sich in Ottobeuren in den Folgejahren zunächst damit ab, keinen Eisenbahnanschluss erhalten zu haben.

### Projektierung und Genehmigung
Nachdem alle bisherigen Bemühungen erfolglos waren, bat die Gemeinde Ottobeuren am 2. Juni 1891 in einer Petition darum, eine Stichbahn ab Ungerhausen auf eigene Kosten projektieren zu dürfen. Bereits zwei Wochen später, am 17. Juni 1891, erging eine entsprechende Konzession, die die Erstellung eines generellen Planes gestattete, gleichzeitig jedoch die etwaige Erbauung auf Staatskosten explizit nicht in Aussicht stellte. Umgehend beauftragte daraufhin die Gemeinde die Kemptener Bauingenieure J. Widmann und A. Telorac mit der Planung einer Lokalbahn.
Am 29. August 1891 übersandte der Ottobeurer Bürgermeister Kimmerle die zwischenzeitlich durch die Ingenieure ausgearbeiteten Planunterlagen, die bereits die Streckenführung durch das Günztal über Westerheim und Hawangen vorsah, an das zuständige Bayerische Staatsministerium des königlichen Hauses und des Äußern. Die Bauabteilung der Königlich Bayerischen Staatseisenbahnen stand dem Entwurf jedoch äußerst kritisch gegenüber und mutmaßte in einer Stellungnahme, dass eine derartige Bahnstrecke noch nicht einmal die Betriebskosten erwirtschaften könne. Auch die Stadt Memmingen legte mit Schreiben von Oberbürgermeister Karl Scherer an die Kammer der Abgeordneten vom 28. Dezember 1891 Einspruch gegen das Projekt ein und verlangte stattdessen die direkte, aber kostspieligere Trassenführung nach Memmingen über Benningen.
Um der Angelegenheit Schwung zu verleihen, schrieb am 4. Januar 1894 der neu gewählte Ottobeurer Bürgermeister Frey an das Münchener Staatsministerium, argumentierte für eine positiv einzuschätzende wirtschaftliche Prognose und ersuchte erfolglos um Aufnahme des Bauvorhabens in das nächste Lokalbahngesetz. Im Folgejahr wurde ein weiteres Gesuch nach München gesandt, in dem zum ersten Mal vorgeschlagen wurde, die Züge nicht in Ungerhausen enden zu lassen, sondern bis Memmingen weiter zu führen. Mit diesem Vorschlag konnten die Memminger Bedenken ausgeräumt werden.
In Vorbereitung der gesetzlichen Grundlage für den Bau wurde am 2. August 1895 in Westerheim eine Interessentenversammlung einberufen. Dort erklärten sich die anliegenden Gemeinden Westerheim, Hawangen und Ottobeuren bereit, die aus einem Bahnbauprojekt erwachsenden Anforderungen zu erfüllen. Insbesondere stimmte die Gemeinde Ottobeuren zu, gegenüber dem Eisenbahnärar für die gesamten Grunderwerbskosten in Höhe von etwa 32.400 Mark zu haften. Allerdings äußerte vor allem Bürgermeister Seeberger aus Hawangen auch Bedenken hinsichtlich der geplanten Lage der eigenen Haltestelle – über einen Kilometer in östlicher Richtung vom Ortskern entfernt. In Folge der letztlich erfolgreichen Versammlung wurde am 17. Juni 1896 schließlich die Finanzierung der Lokalbahn per Gesetz genehmigt, und es wurden 462.600 Mark für den Bau vorgesehen.

### Bau und Eröffnung
Erst ein gutes Jahr nach Beschluss des Lokalbahngesetzes wurde am 23. Juli 1897 die Eisenbahnbausektion Marktoberdorf beauftragt, ein Detailprojekt für die Bahnstrecke auszuarbeiten. Nach der Ernte wurde mit den Vermessungs- und Absteckungsarbeiten begonnen, sodass der Verlauf der zukünftigen Bahnstrecke nun im Gelände sichtbar wurde.
Dadurch erhielten die Bedenken in Hawangen hinsichtlich der Lage des Bahnhofes neuen Auftrieb. Am 15. Januar 1898 schlug Bürgermeister Seeberger vor, die Bahnstrecke neu zu trassieren und durch das sogenannte Krebsbachtal zu führen, also von Ungerhausen direkt nach Süden, westlich der bis dahin geplanten Trasse. Dies hätte erlaubt, den Hawangener Bahnhof in direkter Ortsnähe zu errichten, hätte dafür aber Westerheim den Bahnanschluss genommen. Die Bahnbausektion Marktoberdorf untersuchte den Vorschlag und kam zu dem Ergebnis, dass die Krebsbachtal-Variante technisch zu bevorzugen wäre.
Für den 7. Mai 1898 wurde daher in Ungerhausen eine neue Versammlung der Anliegergemeinden einberufen. Dort bestand der Ottobeurer Bürgermeister Frey darauf, die Bahnstrecke auf der ursprünglich geplanten Trasse auszuführen, und führte an, dass Ottobeuren nur dafür die Grunderwerbskosten garantiert habe. Sowohl Ottobeuren als auch anderen Günztalgemeinden wie Westerheim und Günz an der Günz war daran gelegen, die zum Notariats- und Amtsgerichtsbezirk Ottobeuren gehörenden Orte über die neue Bahnstrecke besser mit dem zuständigen Verwaltungszentrum zu verbinden. Die Gemeinde Ungerhausen sprach sich ebenfalls gegen das Krebsbachprojekt aus, da die Zerschneidung landwirtschaftlicher Nutzflächen befürchtet wurde.
Schließlich wurde der Vorschlag aus Hawangen fallengelassen, und man kehrte im Oktober 1898 endgültig zur Günztaltrasse zurück. Nachdem am 10. Februar 1899 das Staatsministerium seine Zustimmung zum Baubeginn abgegeben hatte, starteten am 15. Mai 1899 die Bauarbeiten. Ausführendes Unternehmen der Erd- und Gleisbettungsarbeiten war die Bauunternehmung Müller & Kollmus aus München, die von acht sich bewerbenden Firmen den Zuschlag erhalten hatten. Der Streckenbau konnte Ende Juli 1900 abgeschlossen werden, obwohl ein Hochwasser der Günz am 17. Januar 1900 den neu errichteten Bahndamm stellenweise fortspülte. Bei den parallel dazu errichteten Hochbauten, also insbesondere den Empfangs- und Betriebsgebäuden, orientierte man sich streng an normierten Typenentwürfen – wie bei anderen bayerischen Nebenbahnstrecken aus dieser Bauphase.
Nach Abschluss weiterer Arbeiten erfolgte am 15. Oktober 1900 die technische Inspektion, die jedoch auch durch politische Prominenz begleitet wurde. Dies diente der Gemeinde Ottobeuren als Anlass für aufwändige Eröffnungsfeierlichkeiten. Das Programm sah einen Festzug zum Bahnhof vor, dort dann den Empfang der Ehrengäste, gefolgt von einem Festdiner und abschließend ein Feuerwerk. Die eigentliche Eröffnung einige Tage später verblasste dagegen fast, sah aber immerhin noch Sonderzüge vor.

### Betrieb
Am 22. Oktober 1900 wurde mit täglich sechs Zugpaaren der öffentliche Reise- und Güterzugverkehr aufgenommen, ein für damalige Verhältnisse sehr dichter Fahrplan. Es verkehrten später aber nur noch täglich vier bis fünf Zugpaare. Die meisten Züge fuhren durchgehend bis zum und ab dem Bahnhof Memmingen und bedienten dabei auch die beiden Haltepunkte von Eisenburg und Schwaighausen, die an der Hauptbahnstrecke lagen, so dass sich eine Gesamtfahrstrecke von etwa 18,8 Kilometern ergab.
Nach Ende des Ersten Weltkrieges kam es im Jahr 1919, wie bei anderen Lokalbahnen, wegen Kohlenmangels zu Einschränkungen beim Betrieb. Im Unterschied zu anderen Lokalbahnstrecken sind in den 1920er Jahren jedoch keine winterlichen Betriebseinstellungen wegen Schneeverwehungen bekannt, da die Strecke über weite Abschnitte durch den nahen Wald geschützt war.
Während des Zweiten Weltkriegs war Ottobeuren Lazarettort. Verwundete wurden auch per Bahn transportiert, teilweise in Krankentransportzügen. Die Bahnanlagen der Strecke überstanden den Krieg trotz der Nähe zum Fliegerhorst Memmingerberg ohne Schäden.
Anlässlich der 1200-Jahr-Feier des Klosters Ottobeuren wurde 1964/65 die Strecke saniert. Dabei wurde vor allem in Westerheim sogar das Gleis zur Entschärfung einer engen Kurve neu trassiert, wofür die Haltestelle erheblich umgebaut werden musste. Dadurch konnte die Höchstgeschwindigkeit angehoben werden.
In den 1960er Jahren verkehrten werktags zehn Zugpaare, die meisten davon als Triebwagen. Alle Züge führten nur die zweite Klasse. Obwohl 1967 das Angebot noch auf 14 Zugpaare erweitert worden war, wurde am 1. Oktober 1972 zunächst der Personenverkehr eingestellt. In der Folge entfiel auch die Bedienung der beiden Haltepunkte Eisenburg und Schwaighausen an der Hauptbahn.
Nach dem Ende der Passagierzüge gab es noch vereinzelt IC-Sonderzüge aus München zu den Konzerten in der Ottobeurer Basilika, Pilger-Sonderzüge sowie von Ottobeurer Bürgern organisierte Gesellschaftssonderfahrten. Die genossenschaftlichen Lagerhäuser in Westerheim und Hawangen, ein Baustoffhandel in Ottobeuren und gelegentliche Holzverladungen hielten den Güterverkehr aufrecht. Daneben engagierte sich ein Eisenbahnverein für den Erhalt der Strecke und führte dazu Transferfahrten in einem Inspektionsfahrzeug durch.

### Stilllegung und Nachnutzung
Noch im Jahr 1990 wurde beim Neubau der Umgehungsstrecke der Staatsstraße 2013 bei Ottobeuren ein mit einer Lichtzeichenanlage versehener Bahnübergang neu errichtet.
Trotzdem wurde am 1. Juni 1996 auch der Güterverkehr eingestellt, und am 1. Oktober 1996 erfolgte die Gesamtstilllegung.
Im April und Mai 2002 wurde das Gleis abgebaut.
Ende Juli 2009 wurde mit dem Umbau zum Bahntrassenradweg begonnen. Nach Abschluss der Arbeiten wurde dieser am 14. November 2009 eröffnet. Der Radweg ist insgesamt gut 8,5 Kilometer lang, wovon allerdings nur etwa 7,2 Kilometer auf der ehemaligen Bahntrasse verlaufen. Insbesondere in der Nähe Ottobeurens verläuft der Weg über schon länger bestehende Straßen und erreicht erst in der Nähe des Schinderbächleins den alten Bahnkörper, dem er dann bis Westerheim folgt.

## Strecke

### Verlauf
Die Bahnstrecke zweigte in Ungerhausen von der Hauptbahn Buchloe–Memmingen ab. Nach Verlassen des Bahnhofes folgte sie zunächst als südlich gelegenes Parallelgleis dem Streckengleis der Hauptbahn über etwa 1,5 Kilometer nach Osten. In diesem Bereich hatte das Gleis auf freier Strecke zunächst ein Gefälle von bis zu 1:200 (5 ‰).
Am Ortsrand von Westerheim trennten sich die Trassen dann, und das Ottobeurer Gleis wandte sich in südliche Richtung in das Günztal hinab. Hier wuchs das Gefälle auf den Höchstwert von 1:60 (16,7 ‰) an, bevor nach weiteren rund 600 Metern der Bahnhof von Westerheim erreicht wurde. Dessen Gelände liegt sieben Höhenmeter unterhalb von Ungerhausen und war die tiefstgelegene Betriebsstelle der Strecke.
Anschließend folgte die Trasse der westlichen Talseite und verlief einerseits zwischen dem Ungerhauser Wald im Westen und andererseits den Mäandern der Westlichen Günz und dem Hundsmoor im Osten bis zum Bahnhof von Hawangen. Der gut 4,7 Kilometer lange Abschnitt wies einige Kurven auf und stieg kontinuierlich um insgesamt 19 Höhenmeter an.
Auch im nachfolgenden letzten Streckenabschnitt bis nach Ottobeuren blieb dieser landschaftliche Charakter der Strecke zwischen Wald und Bachauen für etwa zwei Kilometer zunächst weiter erhalten. Nach dem Verlassen des Waldgebietes weitet sich dann das Tal, und die Kulisse Ottobeurens mit den Türmen der Basilika beherrscht die Landschaft. Im weiteren, etwas weniger kurvigen Streckenverlauf folgte zunächst eine kleinere Brücke von etwa fünf Metern Lichtweite zur Überquerung des Schinderbächleins (Lage). Kurz danach, fast schon in Sichtweite des Streckenendes, kreuzte die Trasse zuerst die Staatsstraße 2013 und überquerte unmittelbar darauf mithilfe einer größeren Brücke von etwa 18 Meter Lichtweite die Günz (Lage).
Schließlich wurde knapp 3,9 Kilometer hinter Hawangen, gut 10,7 Kilometer hinter Ungerhausen, der Endbahnhof in Ottobeuren erreicht. Dieser ist die höchstgelegene Betriebsstelle und befindet sich weitere gut 26 Höhenmeter oberhalb Hawangens, die in praktisch kontinuierlicher Steigung überwunden wurden.

### Bahnübergänge
Wie bei vielen Nebenbahnen gab es zwischen Ungerhausen und Ottobeuren relativ viele Bahnübergänge von kleineren Straßen und Wegen. Die meisten davon waren bahnseitig mit Läute- und Pfeiftafeln versehen und dem querenden Verkehr mit einfachen Andreaskreuzen angekündigt, verfügten dementsprechend nicht über eine technische Sicherung.
Lediglich zwei Bahnübergänge waren technisch ausgestattet. Von Beginn an existierte der Übergang im östlichen Bahnhofskopf von Ungerhausen, wo die Kreisstraße von Westerheim nach Ungerhausen kreuzte. Diese Anlage gehörte eigentlich zur parallel verlaufenden Hauptbahn und wurde durch die Nebenbahn nur mitgenutzt. Entsprechend war der Bahnübergang durch Bahnschranken gesichert und verfügte anfangs auch über einen Schrankenwärter.
Erst in den letzten Betriebsjahren kam ein zweiter technisch gesicherter Bahnübergang hinzu. Um den Ortskern Ottobeurens zu entlasten, wurde um 1990 – also kurz vor der Stilllegung der Bahn – eine Umgehungsstrecke für die Staatsstraße 2013 erbaut und dabei die Bahnstrecke gekreuzt. Diese Überfahrt wurde straßenseitig mit einer Lichtzeichenanlage versehen, bahnseitig war ein Überwachungssignal vorhanden.

## Betriebsstellen
Abgesehen vom Anschlussbahnhof Ungerhausen, der an der Hauptbahn Buchloe–Memmingen liegt, waren sämtliche Betriebsstellen einfach ausgestattet. So verfügten Westerheim, Hawangen und Ottobeuren niemals über zentralisierte Stellwerke, und alle Weichen und Gleissperren waren stets ortsbedient. Die Betriebsstellen hatten keine Formsignale, sondern waren mit Trapeztafeln gesichert.

### Ungerhausen

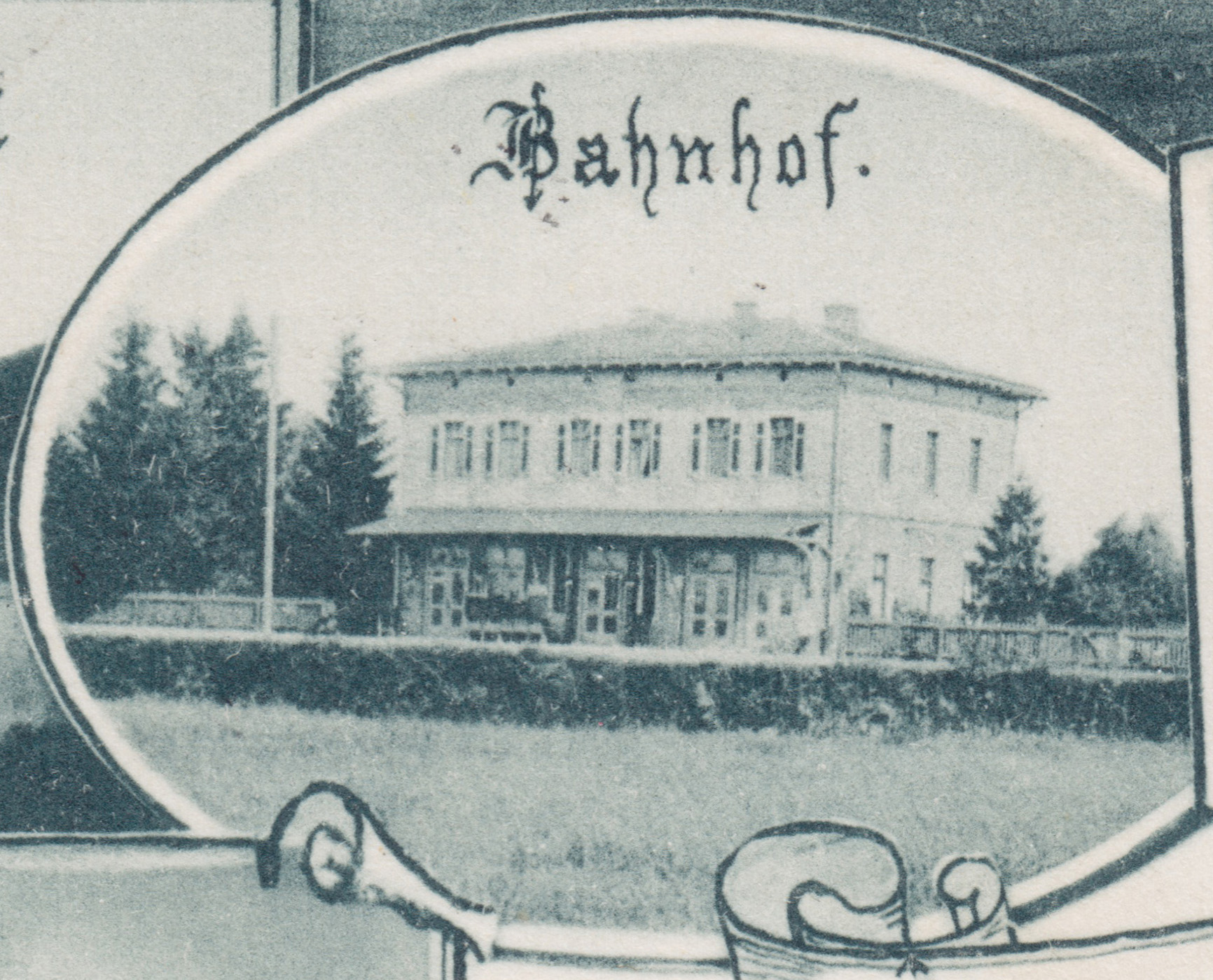
Empfangsgebäude von Ungerhausen mit Stellwerk-Hebelbank unter dem Vordach (Ausschnitt aus Postkarte, 1900)

Der Bahnhof Ungerhausen (Lage) liegt gut einen Kilometer außerhalb des Ortes im Norden. Er wurde zusammen mit der Bahnstrecke Buchloe–Memmingen erbaut, am 1. Mai 1874 eröffnet und dann um 1900 im Zuge der Errichtung der Ottobeurer Bahnstrecke erweitert.
Die Nebenbahn begann im Gleis 3, welches südlich der Hauptbahnstrecke angelegt worden war. Die Reisenden konnten den zugehörigen Schüttbahnsteig über einen niveaugleichen Übergang erreichen. In einem weiteren, noch südlicher liegenden Gleis 4 – eigentlich ein Anschlussgleis – begann seit den späten 1930er-Jahren die Anschlussbahn zum Fliegerhorst Memmingerberg.
Der Bahnhof wurde im Jahr 1900 anlässlich der Errichtung der Ottobeurer Bahnstrecke mit einem mechanischen Stellwerk ausgestattet und verfügte seither über Ein- und Ausfahrsignale. Die entsprechenden Bayerischen Eisenbahnsignale waren die einzigen Formsignale der ganzen Nebenbahnstrecke. Das der Ottobeurer Bahnstrecke zugehörige Ungerhausener Einfahrsignal B wurde allerdings nicht durch ein Vorsignal angekündigt. An seinem Standort stand auch kein Vorsignal für die im weiteren Verlauf liegenden Ausfahrsignale Richtung Memmingen. Um 1954 war im östlichen Bahnhofskopf ein Weichentrapez zwischen dem Streckengleis der Hauptbahn und dem der Nebenbahn vorhanden, so dass auch aus Ottobeuren kommend in alle drei Bahnhofsgleise eingefahren werden konnte.
Im Jahr 1977, nach Einstellung der Personenverkehrs, wurde die Anlage vereinfacht, sodass seither aus dem Ottobeurer Gleis nur noch das Bahnhofsgleis 3 direkt erreichbar war. Seither ersetzten auch ein Relaisstellwerk und H/V-Lichtsignale die ursprüngliche Ausstattung von 1900. Bis zur Stilllegung und dem Rückbau der Strecke blieb die Anlage mit Blick auf die Lokalbahn im Wesentlichen unverändert.
Der Betrieb des Bahnhofs Ungerhausen war zuletzt stark von der Nebenbahnstrecke abhängig. Solange regelmäßiger Reisezugverkehr nach Ottobeuren angeboten wurde, war Ungerhausen ein wichtiger Umsteigebahnhof. Nach 1972 endete jedoch auch bald die Bedienung der Station durch Personenzüge auf der Hauptbahnstrecke. Mit der Gesamtstilllegung der Stichbahn im Jahr 1996 und dem Entfall der Treibstofflieferungen für den Fliegerhorst im Jahr 2002 wurde die Anlage zu einem reinen Betriebsbahnhof.
Seit einer Gleiserneuerung um 2003 verfügt der Bahnhof nur noch über die Gleise 2 und 3, während alle anderen Anlagen entfernt wurden. Noch 2014 war Gleis 3 in Planunterlagen allerdings als letzter Rest der Lokalbahnstrecke von Ungerhausen nach Ottobeuren kilometriert, das Gleis 2 dagegen von Buchloe her. Seit 2017 ist der Bahnhof mit einem Elektronischen Stellwerk und Ks-Lichtsignalen ausgerüstet. Er wird seither durch den Fahrdienstleiter am Bahnhof Memmingen fernbedient und ist nicht mehr mit Personal besetzt. Das Empfangsgebäude befindet sich in Privatbesitz.

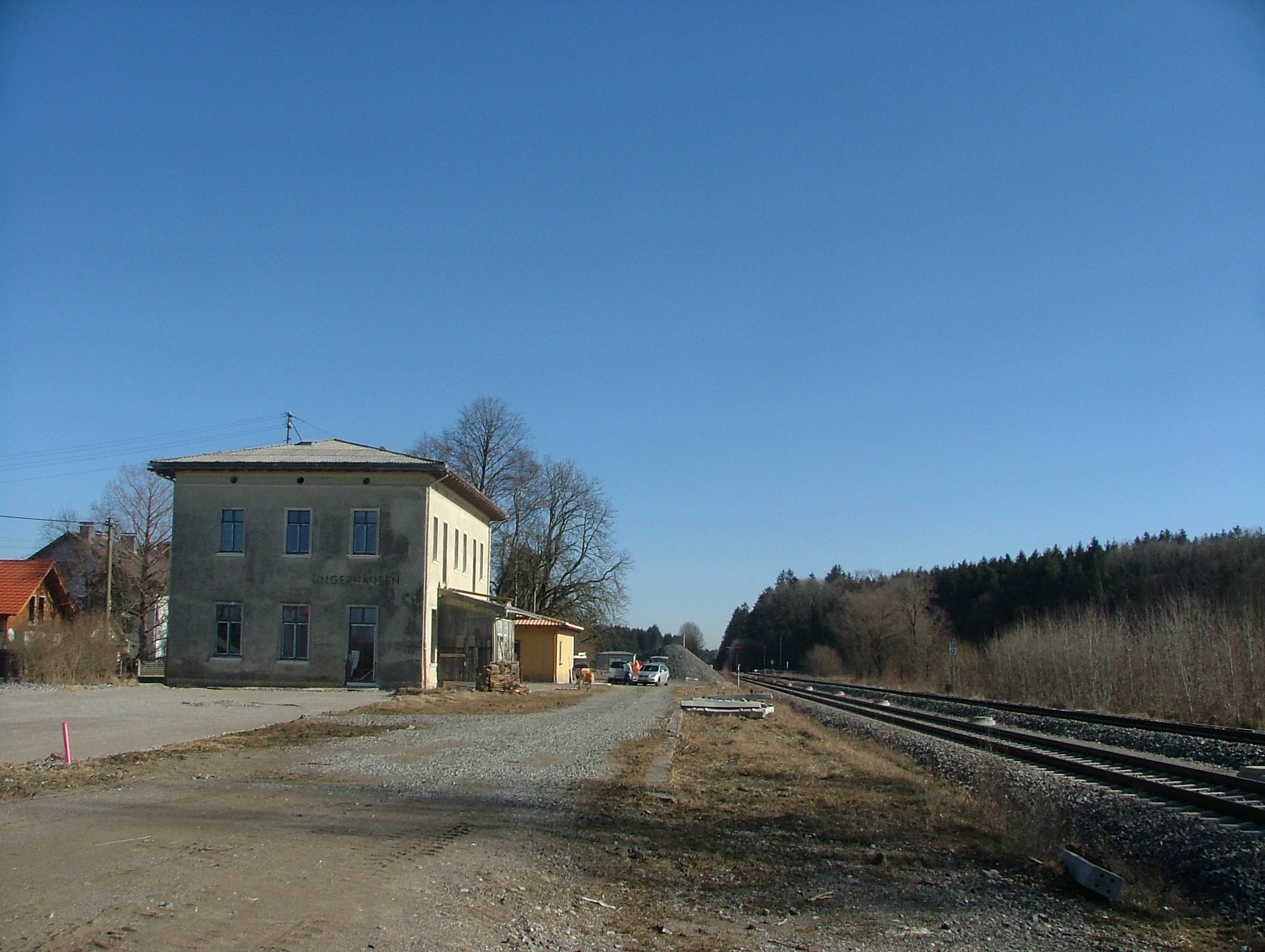
Empfangsgebäude Ungerhausen (Westfassade, 2008)
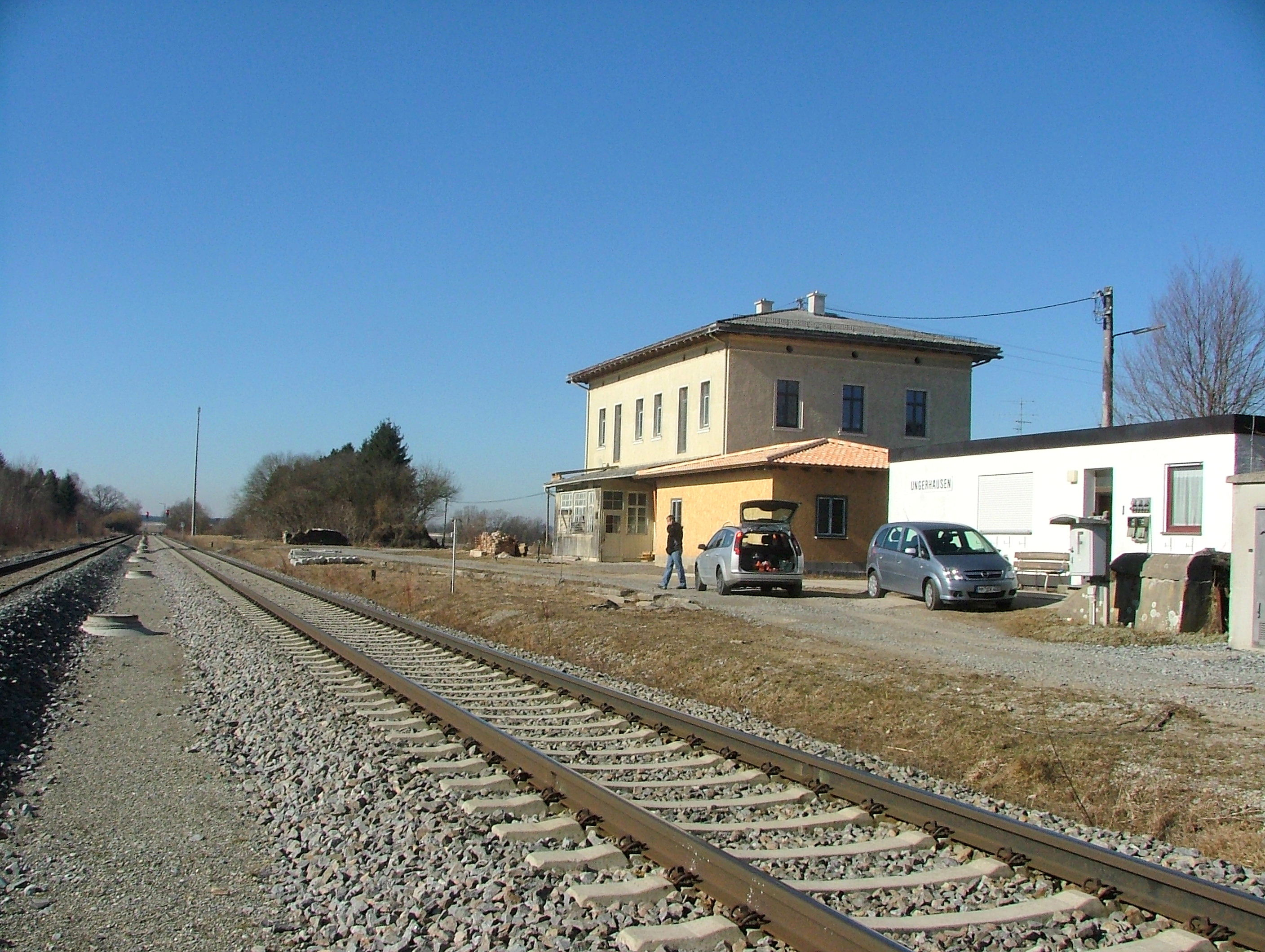
Empfangsgebäude Ungerhausen (Ostfassade, 2009)

### Westerheim
Der Bahnhof Westerheim (Lage) befand sich am westlichen Rand von Oberwesterheim. Im Bereich der Betriebsstelle querte der Ortsverbindungsweg nach Ungerhausen – die heutige Bahnhofstraße bzw. Ungerhauser Straße – die Bahntrasse. Das Gelände liegt in einer leichten Steigung von 1:400 (2,5 ‰).
Bei der Planung der Station im Jahr 1899 wurde für die Reisenden direkt neben dem Bahnübergang ein etwa 40 Meter langer Schüttbahnsteig am Streckengleis vorgesehen. Dort errichtete man auch ein bayerisches Agenturgebäude vom normierten Typ A mit Güterhalle, Dienst- und Warteraum sowie Abort. Zusätzlich entstand ortsseitig ein kurzes, einseitig aus Richtung Ungerhausen angebundenes Ladegleis nebst Ladestraße. Die Distanz zwischen Weichenspitze und Prellbock betrug etwa 75 Meter. Dementsprechend war in Westerheim anfangs nur eine einzige Weiche vorhanden, so dass der Bahnhof im Vergleich zu Anlagen ähnlicher Bedeutung eher klein angelegt wurde. So fehlte insbesondere etwa eine Laderampe.
Am späteren Bahnübergang existierte auf der anderen Straßenseite schon vor dem Bau der Lokalbahn die Landwirtschaft der Familie Weidhofer, die auch eine Zimmerei sowie ein Sägewerk betrieb. Mit Errichtung der Bahnstrecke eröffnete diese zusätzlich auch die Bahnhofsrestauration „Gastwirtschaft Weidhofer“, wofür einige Jahre später das Hauptgebäude erweitert und um eine Kegelbahn ergänzt wurde.
Bis ins Jahr 1930 wurde die Bahnanlage für den Güterverkehr erheblich erweitert. Das Ladegleis wurde verlängert und auch auf Ottobeurer Seite über eine Weiche mit dem Streckengleis verbunden. Bei einer Distanz von knapp 250 Metern zwischen den Weichenspitzen entstand so ein Nebengleis von 175 Metern Nutzlänge, das beidseitig durch Sperrschwellen gesichert wurde. Aus diesem Gleis zweigte etwa auf halber Höhe außerdem ein kurzes Anschlussgleis zum Lagerhaus des Darlehenskassen-Vereins Westerheim ab, welches im Süden des Bahnhofes für den Handel mit landwirtschaftlichen Gütern zwischenzeitlich entstanden war. Vor der Weiche des Anschlussgleises wurde im Nebengleis ferner eine Gleiswaage installiert. Damit erreichte der Bahnhof mit drei Weichen seine größte Ausdehnung. Er blieb so im Vergleich zu typischen Haltestellen ähnlicher Bedeutung immer noch vergleichsweise klein.
Neben dem Landhandel war bis 1930 auch das Dampfsägewerk Weidhofer verlegt und erweitert worden. Befand es sich anfangs noch in einem halb-offenen Schuppen jenseits der Bahn, so wurde es zwischenzeitlich in einen massiveren Neubau am heutigen Bahnweg verlegt. Statt eines Anschlussgleises verfügte das Sägewerk über eine etwa 150 Meter lange schmalspurige Rollbahn, die den Lagerplatz an der Ladestraße erschloss und mit dem Betrieb auf der anderen Straßenseite verband.
Anlässlich der Streckensanierung 1964/65 wurde die Betriebsstelle erheblich verändert. In der ursprünglichen Anlage bestand die Bahnstrecke im Bereich des Bahnhofes im Wesentlichen aus einer 120 Meter langen Geraden zwischen zwei Rechtskurven von jeweils 300 Metern Halbmesser. Diese Situation wurde entschärft und im Sinne höherer Streckengeschwindigkeit durch eine einzige, große Rechtskurve ersetzt, wobei das Streckengleis leicht nach Osten verschwenkt wurde. Das Agenturgebäude stand dieser Maßnahme im Weg und wurde dementsprechend abgebrochen. Als Ersatz wurde ein gemauerter Unterstand mit Glasfront errichtet, der bis zur Einstellung des Personenverkehrs Bestand hatte. Auch das Nebengleis fiel der Umbaumaßnahme zum Opfer: Die gesamten Anlagen wurden ersetzt durch ein einziges, einseitig aus Richtung Ungerhausen angebundenes und durch eine Gleissperre gesichertes Ladegleis, dessen Nutzlänge mit 85 Metern angegeben ist. Dieses Gleis wurde als Anschlussgleis bis zum Lagerhaus um weitere 30 Meter verlängert.
Nach Ende des Personenverkehrs galt Westerheim als Anschlussstelle, deren Grenzen durch Trapeztafeln gesichert waren. Laut Betriebsvorschrift von 1976 waren Kreuzungen und Überholungen nur bedingt zugelassen, nämlich wenn die Hinterstellung eines Zuges im Stumpfgleis überhaupt möglich war. In diesem Fall wäre dem aus Ottobeuren einfahrenden Zug die Vorfahrt eingeräumt worden, so dass dieser ins Ladegleis hätte zurücksetzen können.
Im beschriebenen Zustand verblieben die Anlagen bis zum Ende des Bahnbetriebs.
Heute (Stand 2024) existieren in Westerheim noch das verfallende Lagerhaus der Darlehenskasse und das nun anderweitig genutzte, private Dampfsägewerk. Auch die ehemalige Bahnhofsrestauration ist noch vorhanden, wurde zwischenzeitlich jedoch in ein Mehrfamilienhaus umgebaut. Das lange freigehaltene Bahnhofsplanum wurde seit 2019 durch mehrere Wohnhäuser überbaut. Der Radweg wird in diesem Bereich außerhalb der ehemaligen Bahntrasse auf dem leicht östlich parallel verlaufenden Bahnweg geführt.

### Hawangen
Der Bahnhof Hawangen (Lage) befand sich rund ein Kilometer östlich des Dorfkerns. Nachdem sich die Hawangener Seite beim Streit über die Trassenführung im Jahr 1898 nicht durchsetzen konnte, wurde der Haltepunkt auf grüner Wiese an der Kreuzung der Bahnstrecke mit der Straße von Hawangen nach Stephansried und Kloster Wald eingerichtet – heute  die Bahnhofstraße und der Stephansrieder Weg.
Diese Lage der Betriebsstelle führte zunächst dazu, dass noch während des Bahnbaus ein Memminger Rechtsanwalt im Namen des Instituts der Englischen Fräulein zu Mindelheim – die im Kloster ein Mädchenpensionat betrieben – eine Petition an den Prinzregenten Luitpold von Bayern richtete, dass der Bahnhof doch den Namen „Hawangen-Klosterwald“ erhalten möge. Nachdem dem Verkehrsaufkommen des Klosters jedoch keine große Bedeutung beigemessen wurde und Doppelnamen eher unerwünscht waren, blieb das Gesuch ohne Erfolg.
Wie in Westerheim wurde im Jahr 1899 für die Reisenden ortsseitig direkt neben dem Bahnübergang ein knapp 60 Meter langer Schüttbahnsteig am Streckengleis errichtet, und ebenso ein bayerisches Agenturgebäude vom Typ A mit Güterhalle, Dienst- und Warteraum sowie Abort. Daran anschließend wurde wieder ein kurzes, einseitig aus Richtung Ungerhausen angebundenes Ladegleis mit Ladestraße erbaut, wobei die Gesamtlänge zwischen Weichenspitze und Prellbock knapp 90 Meter betrug. Genau wie in Westerheim war somit auch in Hawangen zunächst nur eine Weiche vorhanden und wieder wurde auf eine Laderampe verzichtet, so dass auch dieser Bahnhof vergleichsweise klein angelegt war. Anders als in Westerheim war im Lageplan von Hawangen allerdings Raum für weitere Gleise vorgesehen, welche jedoch letztlich nie errichtet wurden.
Bereits vor dem eigentlichen Bahnbau wurde schon im Jahr 1898 – während des Streits über die Trassenführung – durch Bürgermeister Seeberger von Hawangen die spätere Bahnhofsrestauration in Antizipation errichtet. Das Gasthaus wurde anschließend dann von wechselnden Pächtern betrieben.
Bis zum Jahr 1962 änderte sich an der Gleisanlage von Hawangen recht wenig. Nur das Ladegleis wurde etwas verlängert, mit einer zweiten Weiche auch aus Richtung Ottobeuren angebunden und mit Gleissperren versehen. Die Nutzlänge des Ladegleises ist mit 92 Meter angegeben. Außerdem war an diesem Gleis zwischenzeitlich ein Lagerhaus der Raiffeisen-Kasse erbaut worden. Sowohl das Baujahr des Lagerhauses als auch das der Verlängerung sind nicht öffentlich dokumentiert. Bemerkenswert ist im Jahr 1962 allerdings die Lage der Trapeztafeln. Diese befanden sich an den beiden Weichen ins Ladegleis, so dass der Bahnsteig von Hawangen nach herkömmlicher Definition eigentlich als separater Haltepunkt an freier Strecke lag und nicht innerhalb der Betriebsstelle.
Wenig später, noch vor dem Jahr 1971, wurde die Gleisanlage in Hawangen vereinfacht durch Rückbau der Einfahrweiche auf Ungerhauser Seite, zusammen mit der zugehörigen Gleissperre. Dadurch war das Ladegleis nur noch von Ottobeuren aus angebunden, und es erhielt einen Prellbock auf Ungerhausener Seite. Es galt fortan als Anschlussgleis zum Lagerhaus, dessen neue Nutzlänge dann noch 83 Meter betrug. Kurz darauf, nach Stilllegung des Personenverkehrs, wurde auch das Agenturgebäude abgerissen.
In der Betriebsvorschrift von 1976, also nach Ende der regelmäßigen Passagierzüge, wird Hawangen als Anschlussstelle ausgewiesen. Wenn das kurze Anschlussgleis die Hinterstellung eines Zuges überhaupt erlaubte, waren Kreuzungen und Überholungen theoretisch zugelassen. In diesem Fall wäre dem aus Ungerhausen einfahrenden Zug die Vorfahrt gegeben worden, damit dieser ins Anschlussgleis hätte zurücksetzen können.
Bis zum Ende des Betriebs und Abbau der Gleise wurde die Anlage der Betriebsstelle nicht mehr verändert.
Nachdem im November 2023 das Lagerhaus der Raiffeisenkasse abgerissen wurde, existieren in Hawangen keine Hochbauten aus Zeiten der Eisenbahn mehr. Im Sommer 2024 wurde das bis dahin freigehaltene Bahnhofsplanum überbaut mit einer Straße zur Erschließung eines zukünftigen Neubaugebietes. Auf der anderen Straßenseite ist noch die frühere Bahnhofsrestauration mitsamt ihrer Kegelbahn erhalten, dient jedoch nicht mehr als Gaststätte.

### Ottobeuren

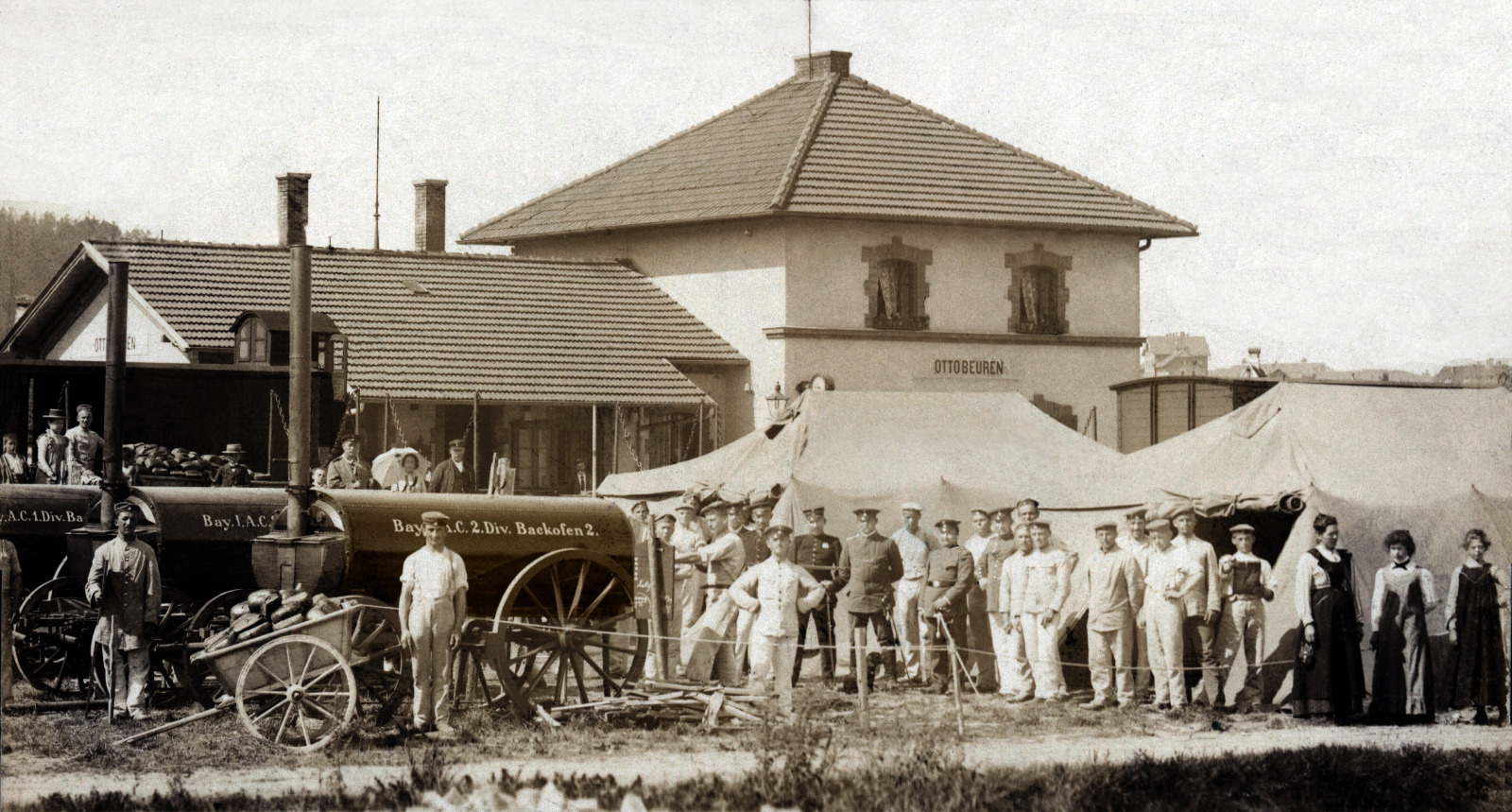
Bayerische Truppen vor Ottobeurer Empfangsgebäude (1903)

Der Bahnhof Ottobeuren (Lage) wurde etwa 600 Meter entfernt vom Ortskern im Nord-Osten angelegt an der Distriktstraße nach Sontheim – heute Staatsstraße 2011, im Gemeindegebiet benannt als Bahnhofstraße bzw. Langenberger Straße. Das Gelände liegt in einer leichten Steigung von 1:400 (2,5 ‰).
Entsprechend der üblichen bayerischen Praxis wurde auch die Nebenbahn nach Ottobeuren ursprünglich vom Endbahnhof aus betrieben und verwaltet. Infolgedessen wurde der Bahnhof im Jahr 1899 – den typischen Standards entsprechend – großzügiger gestaltet: Am Streckenende wurde ein massives Empfangsgebäude nebst Nebengebäude errichtet. Davor befand sich am Streckengleis ein ursprünglich etwa 70 Meter langer Bahnsteig. Für den Güterverkehr wurde an der Bahnhofseinfahrt ortsseitig ein insgesamt etwa 130 Meter langes Ladegleis mit Ladestraße vorgesehen, an dessen südöstlichem Ende, neben dem Betriebsgebäude, eine Güterhalle erbaut wurde. Dieses Ladegleis war durch eine einzige Weichenverbindung aus Ungerhausener Richtung an das Streckengleis angebunden und verfügte auch über eine Gleiswaage. Auf der ortsfernen Seite des Streckengleises wurde ein beidseitig angebundenes Neben- und Umfahrgleis errichtet. Dieses Gleis wurde im Südosten in ein Stumpfgleis von 50 Meter Nutzlänge fortgesetzt, das dem Betriebsgebäude gegenüber an einer Seiten- und Kopframpe endete. Im Nordwesten führte ein weiteres Stumpfgleis von 40 Meter Nutzlänge in einer kurzen Kurve von 200 Meter Radius aus dem Nebengleis zu Kohlenpferch und Maschinenhaus, welches leicht schräg gestellt an der Bahnhofseinfahrt erbaut worden war. Somit verfügte der Bahnhof anfangs über sechs Weichen und eine Bahnsteigkante.
Im Jahr 1927 wurde schräg gegenüber vom Empfangsgebäude auf der anderen Seite der heute als Bahnhofsplatz bezeichneten Straße das neue Postamt errichtet.
Bis zum Jahr 1947 wurde die Gleisanlage erweitert: Das Ladegleis wurde in Richtung der freien Strecke um etwa 170 Meter verlängert, wodurch sich dessen gesamte Länge auf etwa 300 Meter mehr als verdoppelte. Die Bahnhofsgrenze verschob sich dadurch ebenfalls und lag nun bei etwa Streckenkilometer 10,4. Außerdem wurde das Ladegleis durch eine zweite Weichenverbindung, wieder aus Richtung Ungerhausen, ans Streckengleis angebunden, so dass nun insgesamt acht Weichen vorhanden waren. An der Laderampe des Bahnhofes, gegenüber dem Empfangsgebäude, war inzwischen das Lagerhaus des landwirtschaftlichen Verbandes errichtet worden, der hölzerne Vorgängerbau des späteren Lagerhauses der BayWa. Auch die bahneigene Güterhalle am Ladegleis wurde zwischenzeitlich um etwa sieben Meter zum Empfangsgebäude hin verlängert, so dass die Grundfläche von gut 60 auf knapp 110 Quadratmeter fast verdoppelt wurde. Auf der ortsfernen Seite des Bahnhofsareals hatten sich ein Sägewerk und die Vereinigte Fleischwaren und Konserven Fabriken angesiedelt.
Bis zum Jahr 1961 wurde die Anlage weiter verändert: Der Bahnsteig wurde auf 114 Meter verlängert und jenseits der Weichenverbindung zur Güterhalle durch einen Behelfsbahnsteig von 155 Meter ergänzt. An der Laderampe stand nun das massive BayWa-Lagerhaus. Auch die Güterhalle war ein weiteres Mal verlängert worden und kam nun auf eine Grundfläche von etwa 200 Quadratmetern. Schließlich war das private Sägewerk im Jahr 1961 durch eine Rollbahn an einen Lagerplatz am Nebengleis angebunden: Das Schmalspurgleis führte vom Betrieb zu einer Drehscheibe in Nähe des Normalspurgleises und von dort in beiden Richtungen parallel zum Nebengleis.
Im folgenden Jahrzehnt änderte sich aufgrund diverser Gewerbeansiedlungen der Charakter des Bahnhofsareals. Bestand etwa das Werk der Firma Berger an der Bahnhofseinfahrt 1961 noch aus einer einzigen Halle mit Nebengebäuden, so wuchs dieses bis 1971 zu einem Gebäudekomplex heran. Parallel dazu überbaute die Volksbank einen Teil der ehemaligen Ladestraße mit einem Landhandel-Lagerhaus, welches über das Ladegleis direkt beliefert werden konnte. Jenseits der Gleise war inzwischen die Rollbahn des Sägewerks und der Holzlagerplatz verschwunden, stattdessen war dort eine Baustoffhandlung entstanden. Nachdem außerdem im Jahr 1971 die Bedienung durch Dampflokomotiven bereits Geschichte war, wurde der Lokschuppen nicht mehr benötigt. Vorerst war jedoch nur das entsprechende Stumpfgleis zum Maschinenhaus mitsamt der Weiche entfernt worden. Um trotzdem Flankenschutz zu gewährleisten, wurde stattdessen eine Gleissperre eingebaut.
In der Betriebsvorschrift von 1976 ist Ottobeuren der letzte verbliebene Bahnhof der Strecke, war aber betrieblich unbesetzt. Für das Hauptgleis ist eine Nutzlänge von 135 Meter angegeben, für das Umfahrgleis 25 Meter, für das Ladegleis 135 Meter, für das Hallengleis 38 Meter, für das Stumpfgleis am anderen Ende des Ladegleises 62 Meter und schließlich für das Rampengleis 49 Meter.
Bis zur Stilllegung verblieben die Ottobeurer Anlagen im geschilderten Zustand. Seither ist das ehemalige Bahngelände weitgehend überbaut worden. Heute (Stand 2024) sind das zu einem Wohnhaus umgebaute Empfangsgebäude und die Güterhalle noch erhalten. Das Lagerhaus der Volksbank im Bereich der ehemaligen Ladestraße ist als Raiffeisen-Markt nach wie vor in Betrieb. Im Bereich des früheren Streckenendes steht nun ein Bürogebäude, während der ehemalige Bereich des Lokschuppens, der Baustoffhandlung und des BayWa-Lagerhauses zwischen 2012 und 2015 mit mehreren Einzelhandelsmärkten neu bebaut wurde.

#### Empfangsgebäude
Das Empfangsgebäude von Ottobeuren wurde 1899 nach den Normentwürfen vom Typ F errichtet. Das Gebäude besteht aus einem zweigeschossigen Wohntrakt auf quadratischem Grundriss, welcher ein eher flaches Walmdach trägt, sowie einem Anbau mit Satteldach, in welchem ein Dienstraum und ein Wartesaal untergebracht waren.
Über die Jahre des Eisenbahnbetriebs wurde das Gebäude nur leicht angepasst. Beispielsweise kam eine Dachgaube am Wohntrakt hinzu.
Nach Ende des Bahnbetriebs wurde das Empfangsgebäude vorübergehend durch die Gemeinde genutzt, ging aber schließlich in privates Eigentum über. Nach erheblichen Umbauten dient es heute (Stand 2024) als Wohnhaus. Der Bau war zeitweise in der Liste der Baudenkmäler in Ottobeuren verzeichnet, wurde aber wieder aus dem Denkmalschutz entlassen.

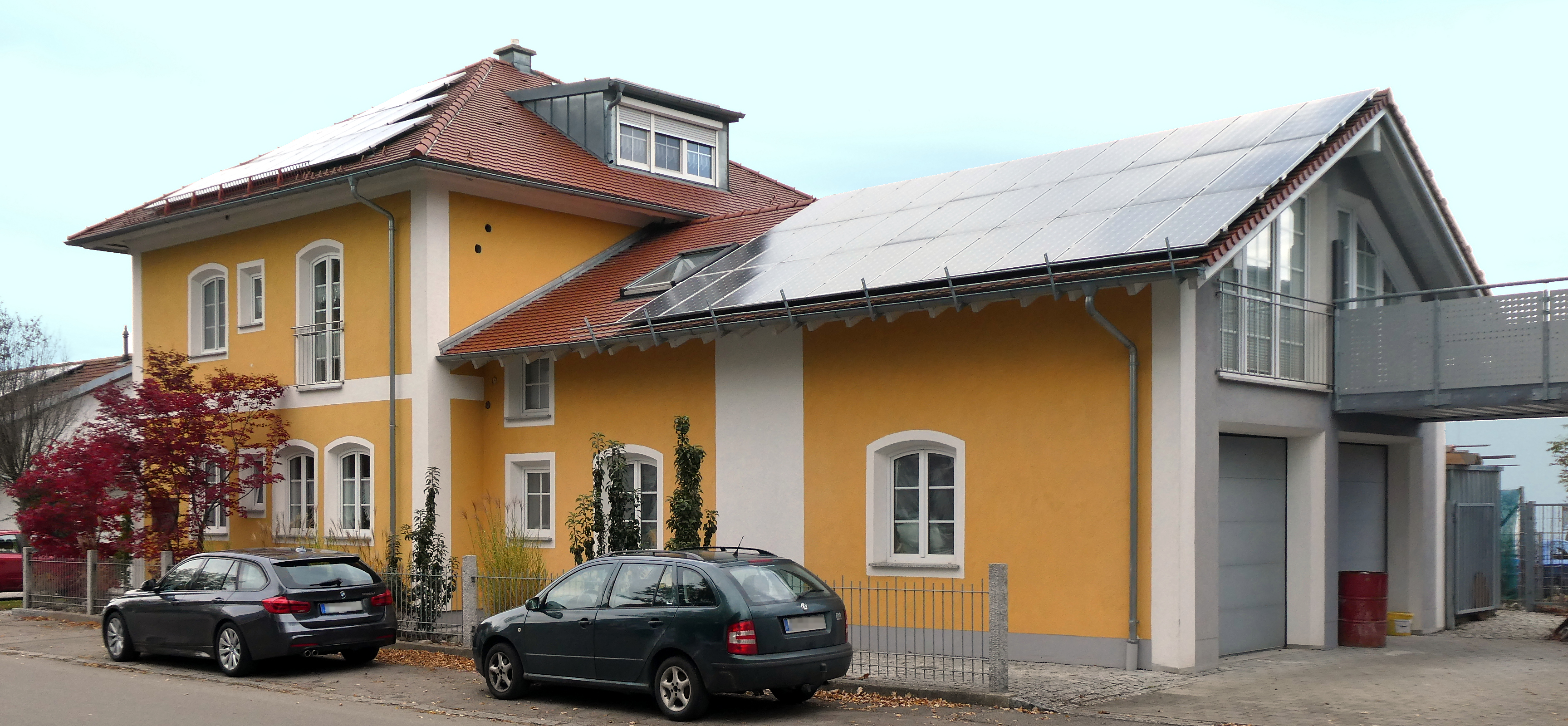
Renoviertes Empfangsgebäude Ottobeuren (2020)

#### Nebengebäude
Ergänzend zum Empfangsgebäude wurde 1899 auch ein Nebengebäude errichtet, wobei man sich an den Normentwürfen vom Typ a orientierte. Der Bau enthielt Abortanlagen für die Reisenden, eine Waschküche und eine Holzlege in einem schuppenartigen Verbindungsbau.
Das Nebengebäude blieb über die Jahre äußerlich praktisch unverändert. Nach Stilllegung der Strecke wurde der Bau mitsamt den benachbarten Laderampen abgebrochen. Dieser Teil des Bahnhofsgeländes wurde anschließend durch ein neues Bürogebäude überbaut.

#### Güterhalle
Für Stückgut wurde ursprünglich eine relativ kleine Güterhalle vom Typ d errichtet. Der Bau hatte bei Betriebseröffnung bahn- und straßenseitig jeweils ein Tor.
Über die Jahre hinweg wurde die Güterhalle zweimalig erweitert, so dass sie zunächst je Seite erst zwei Tore und später drei Tore hatte. Bei der zweiten Erweiterung wurde auch die Fassade der älteren Teile neu gestaltet, so dass die Halle ein deutlich moderneres Aussehen erhielt.
In der Güterhalle hat sich nach Ende des Bahnbetriebs der Eisenbahnverein niedergelassen. Der Bau ist weitgehend im letzten Betriebszustand erhalten.

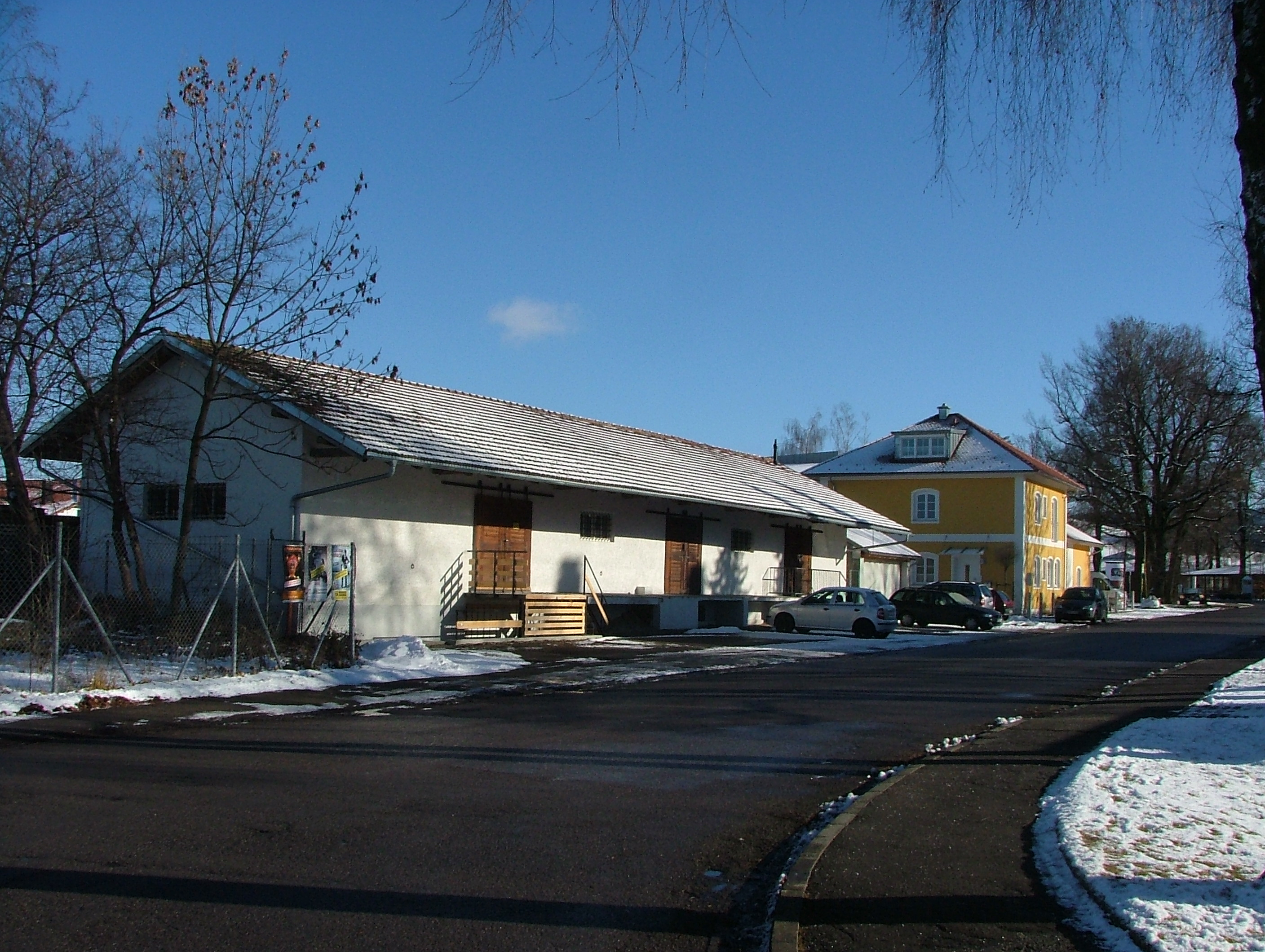
Güterhalle und Empfangsgebäude Ottobeuren (2009)

#### Lokschuppen
Der einständige Ottobeurer Lokschuppen wurde 1899 basierend auf den Normentwürfen vom Typ o oder vom sehr ähnlichen Typ p erbaut. Markantes Kennzeichen des Baus war sein Krüppelwalmdach. Neben der eigentlichen Remise für die Lokomotive enthielt das Gebäude im hinteren Teil auch eine Dienstwohnung.
In späteren Jahren wurde das Gebäude mehrfach verändert. Beispielsweise wurde der Wohnteil vergrößert und mit einer zusätzlichen Tür versehen. Auch wurde der Walm auf Remisenseite in späteren Jahren entfernt und ein Giebel hergestellt, so dass der Bau dann ein Satteldach mit rückwärtigem Walm besaß.
Die Remise war bereits mit Ende des Dampfbetriebs überflüssig, wurde dann noch einige Zeit genutzt und schließlich bereits vor der Streckenstilllegung abgerissen um Platz für einen Baustoffhandel zu schaffen.

## Fahrzeugeinsatz
Die ersten zugeteilten Lokomotiven waren die zwei D VI „Grünten“ und „Iller“, aber spätestens seit 1902 versahen vorwiegend D VII den Dienst. Bis zum Ende des Zweiten Weltkrieges verkehrten zudem D IX und GtL 4/4 auf der Strecke. Letztere dominierten als Baureihe 98.8 von 1945 bis 1953 den Zugverkehr. Ihnen folgte in diesem Jahr die Baureihe 98.18, unterstützt von Lokomotiven der Baureihe 98.10.
Mitte der 1950er Jahre verkehrte kurze Zeit die Baureihe 70.0 auf der Strecke, der von 1955 bis 1957 die Baureihe 98.17 folgte. Ihren Platz übernahmen die Baureihe 64 sowie Uerdinger Schienenbusse der Baureihe VT 95.
Den bis Ende der 1960er Jahre eingesetzten GmP zog eine V 100, um 1968 unterstützt durch die Dampflokomotiven der Baureihe 50 aus dem Bahnbetriebswerk Lindau. Für die Personenbeförderung wurden Umbauwagen eingereiht.
Nach Einstellung des Personenverkehrs wurden für den verbliebenen Güterverkehr Lokomotiven der Baureihen 211 und 260 eingesetzt. Der letzte Güterzug fuhr am 30. September 1996. Lokomotive 365 706-1 gelangte als Lokzug nach Ottobeuren und holte von dort mehrere zweiachsige Schüttgutwagen der Gattung Tds ab zur Weiterbeförderung nach Mulhouse.

### Sonderzüge
Im Rahmen der Konzert-Sonderzüge gelangte mindestens einmal eine VT-601-Einheit nach Ottobeuren, ansonsten wurde als Triebfahrzeug die Baureihe 218 mit je einer Lokomotive an jedem Zugende benutzt, da der Bahnhof Ottobeuren zum Umsetzen zu kurz war.
Im Juli 1974 zog die 86 346 einen Dampfsonderzug aus Krumbach nach Ottobeuren.
Am 30. April 1990 erreichte eine dreiteilige Schienenbus-Garnitur der Baureihe 798 Ottobeuren, am 17. Juni 1995 die 75 1118 und zuletzt am 1. Juni 1996 die 64 289.

## Zwischenfälle
- Am 24. Januar 1911 kam der gegen 9 Uhr vormittags einlaufende Lokalbahnzug 3 nicht rechtzeitig zum Halten.[54][55] Die Lokomotive lief auf den Prellbock auf und entgleiste mit der Vorderachse.[54][55] Zwei Reisende wurden bei dem Zwischenfall leicht verletzt.[54][55]
- Am 17. Dezember 1962 überfuhr der um 8:28 Uhr in Ottobeuren einlaufende Zug 8751 mit Lokomotive V 100 1151 den Beton-Prellbock am Streckenende.[13][54] Der allein im Führerstand anwesende Lokomotivführer hatte ungefähr 460 Meter zuvor bei etwa 35 km/h Geschwindigkeit das Bewusstsein verloren, und die Sicherheitsfahrschaltung konnte eine Bremsung nicht mehr rechtzeitig auslösen.[13] Der Zug überfuhr die anschließende Staatsstraße, heute die Langenberger Straße, und kam dann etwa 20 Meter hinter dem Streckenende in einem Wäldchen beim Freibad zum Stehen.[13] Der hinter der Lok laufende Packwagen wurde beim Aufprall vollständig zerstört, als er von dem an dritter Stelle laufenden Personenwagen, einer Donnerbüchse, überfahren wurde.[13] Zugführer und Schaffner befanden sich in Erwartung der Ankunft bereits auf den Trittbrettern des Packwagens, konnten rechtzeitig abspringen und wurden dabei nur leicht verletzt.[13] Vier Reisende aus dem Personenwagen wurden ins Krankenhaus eingeliefert, ebenso der schwerer verletzte Lokomotivführer.[13] Die praktisch fabrikneue Lok wurde schwerer beschädigt, konnte später aber wieder instand gesetzt werden.[56]
- Im Juni 1993 wurde ein Landwirt aus Hawangen schwer verletzt, als sein Traktor an einem unbeschrankten Bahnübergang von einem Güterzug erfasst und 60 Meter mitgeschleift wurde.[19]